# Бенаисса, Надя
Надя Бенаисса (нем. Nadja Benaissa; родилась 26 апреля 1982 года) — немецкая певица, наиболее известная в качестве участницы самой успешной немецкой женской поп-группы No Angels. В 2010 году Бенаисса покинула группу после того, как получила два года условно за заражение сексуального партнёра ВИЧ.

## Биография
Надя родилась во Франкфурте-на-Майне в семье марокканца Мухамеда Бенаиссы и немки сербского происхождения Сабины. В девять лет она начала брать уроки игры на пианино и флейте, а после получения роли в школьной музыкальной постановке о Табалуге Бенаисса увлеклась музыкой. К 13 годам она писала песни и участвовала в различных франкфуртских поп-группах и заняла второе место на межрегиональном детском музыкальном конкурсе.
В 2000 году Бенаисса приняла участие в первом сезоне музыкального реалити-шоу Popstars, по итогам которого была сформирована женская поп-группа No Angels. 5 февраля 2001 года группа выпустила своё дебютный сингл Daylight in Your Eyes, ставший хитом № 1 в Германии, Австрии и Швейцарии. 12 марта того же года вышел дебютный альбом группы Elle'ments, ставший платиновым в Европе.
В 2006 году Бенаисса выпустила свой первый и пока единственный сольный альбом Schritt für Schritt, который в отличие от творчества No Angels полностью написан на немецком языке.
В составе группы No Angels Бенаисса приняла участие в работе над пятью студийными альбомами, а в октябре 2010 года, после скандального судебного процесса, приняла решение покинуть группу.

## Личная жизнь
В 1999 году Бенаисса родила дочку. Во время беременности у неё был обнаружен ВИЧ.
11 апреля 2009 года Бенаисса была арестована за то, что в период с 2004 по 2006 годы имела несколько незащищённых сексуальных контактов и при этом не ставила в известность партнёров о том, что является заражённой ВИЧ. Один из её партнёров таким образом заразился от Бенаиссы. В августе 2010 года на суде певица призналась, что занималась незащищённым сексом с тремя партнёрами, от которых скрывала, что является ВИЧ-инфицированной. 26 августа 2010 года суд признал её виновной в причинении тяжкого вреда здоровью и приговорил к двум годам условного заключения и 300 часам общественных работ.